# Oligosoma levidensum
Oligosoma levidensum — вид сцинкоподібних ящірок родини сцинкових (Scincidae). Ендемік Нової Зеландії.

## Поширення і екологія
Ophiomorus levidensum мешкають в регіоні Те-Пакі на крайній півночі Нортленду на півночі Північного острова Нової Зеландії. Вони живуть в лісах і чагарниках, на висоті до 200 м над рівнем моря.

## Збереження
МСОП класифікує цей вид як такий, що перебуває під загрозою зникнення. Oligosoma levidensum загрожує хижацтво з боку інтродукованих тварин.